# James Sharpe
James Sharpe   (1970) és un biòleg de sistemes anglès.
Des del 2014 fins al 2017 va ser coordinador del programa de biologia de sistemes del CRG. Des de finals de 2017 esdevé el primer director del nou centre EMBL al PRBB, Barcelona.